# 3259 Brownlee
3259 Brownlee (1984 SZ4) là một tiểu hành tinh vành đai chính được phát hiện ngày 25 tháng 9 năm 1984 bởi Platt, J. ở Palomar.